# Jardín Botánico de Siberia Central

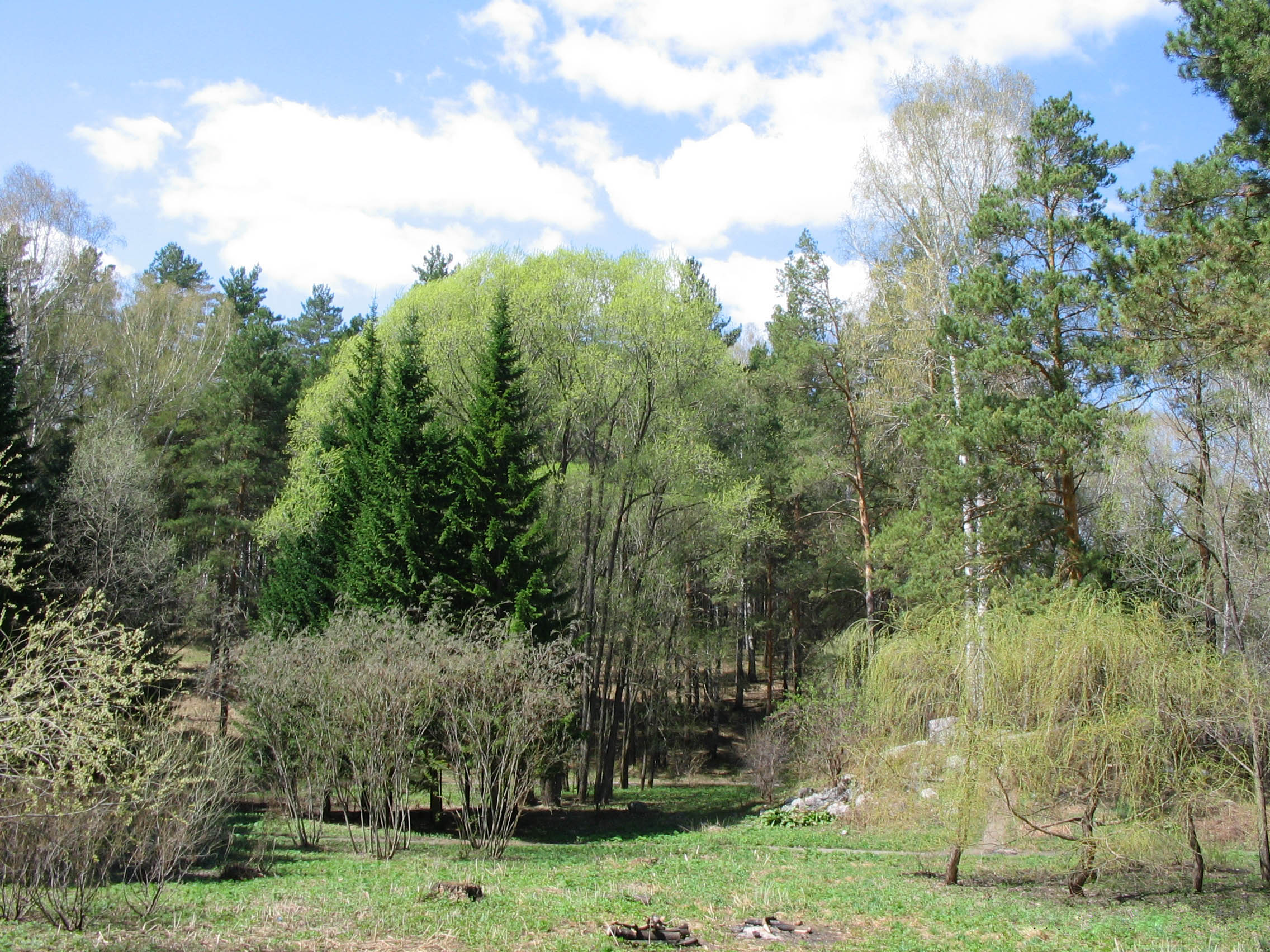
Vista del jardín botánico a principios del verano

Jardín Botánico de Siberia Central (en ruso : Центральный сибирский ботанический сад o también abreviado CSBG SB RAS, en el lenguaje común "botánico"), es un jardín botánico, arboreto e instituto de investigación con más de 1000 hectáreas de extensión, que forma parte de la rama siberiana de la Academia Rusa de Ciencias. Se ubica en las proximidades de Akademgorodok y Novosibirsk en Rusia. Es miembro del BGCI, y presenta trabajos para la Agenda Internacional para la Conservación en los Jardines Botánicos, su código de identificación internacional como institución botánica, así como las siglas de su herbario es NOVB.

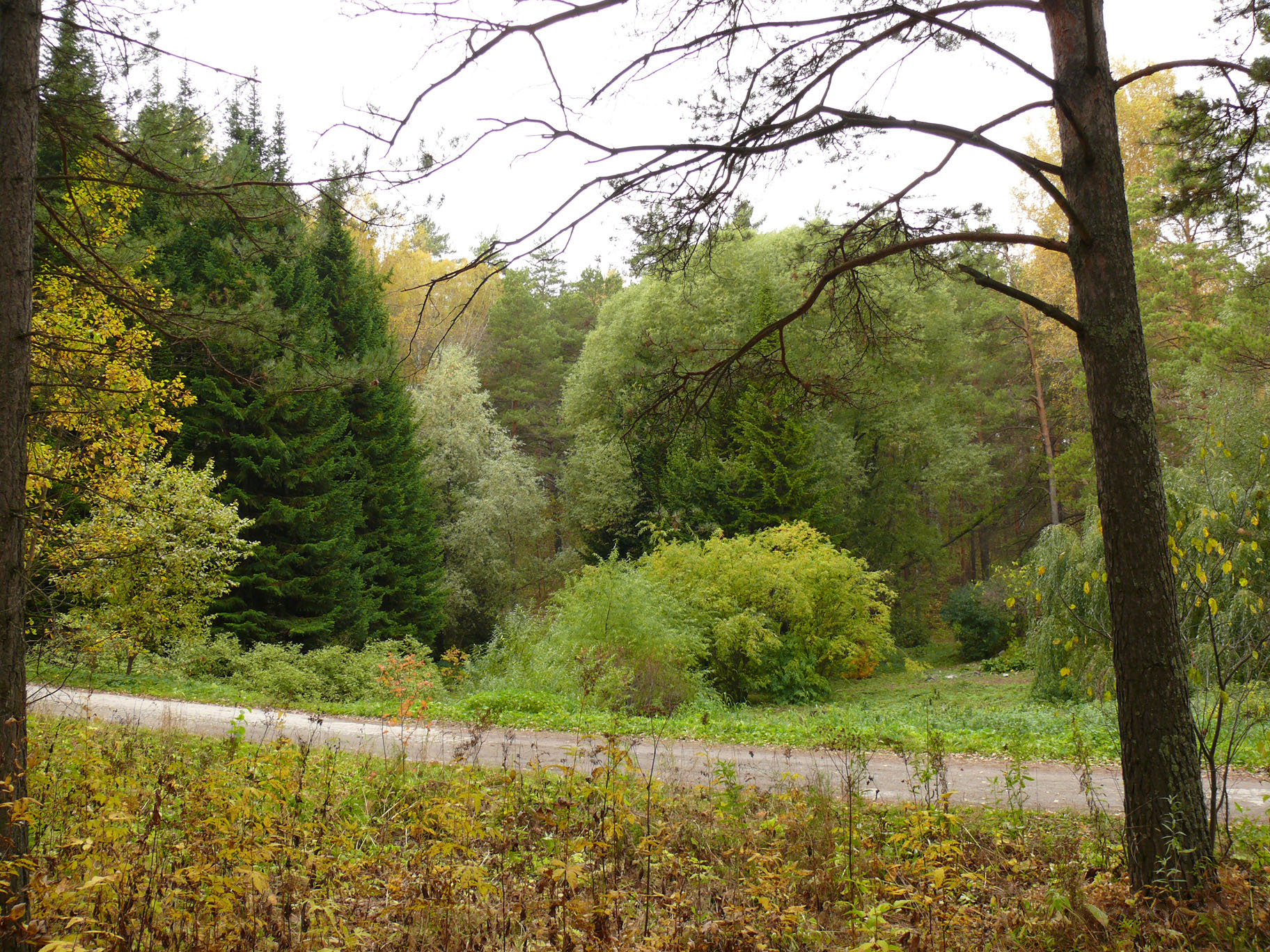
Vista del jardín botánico en el otoño

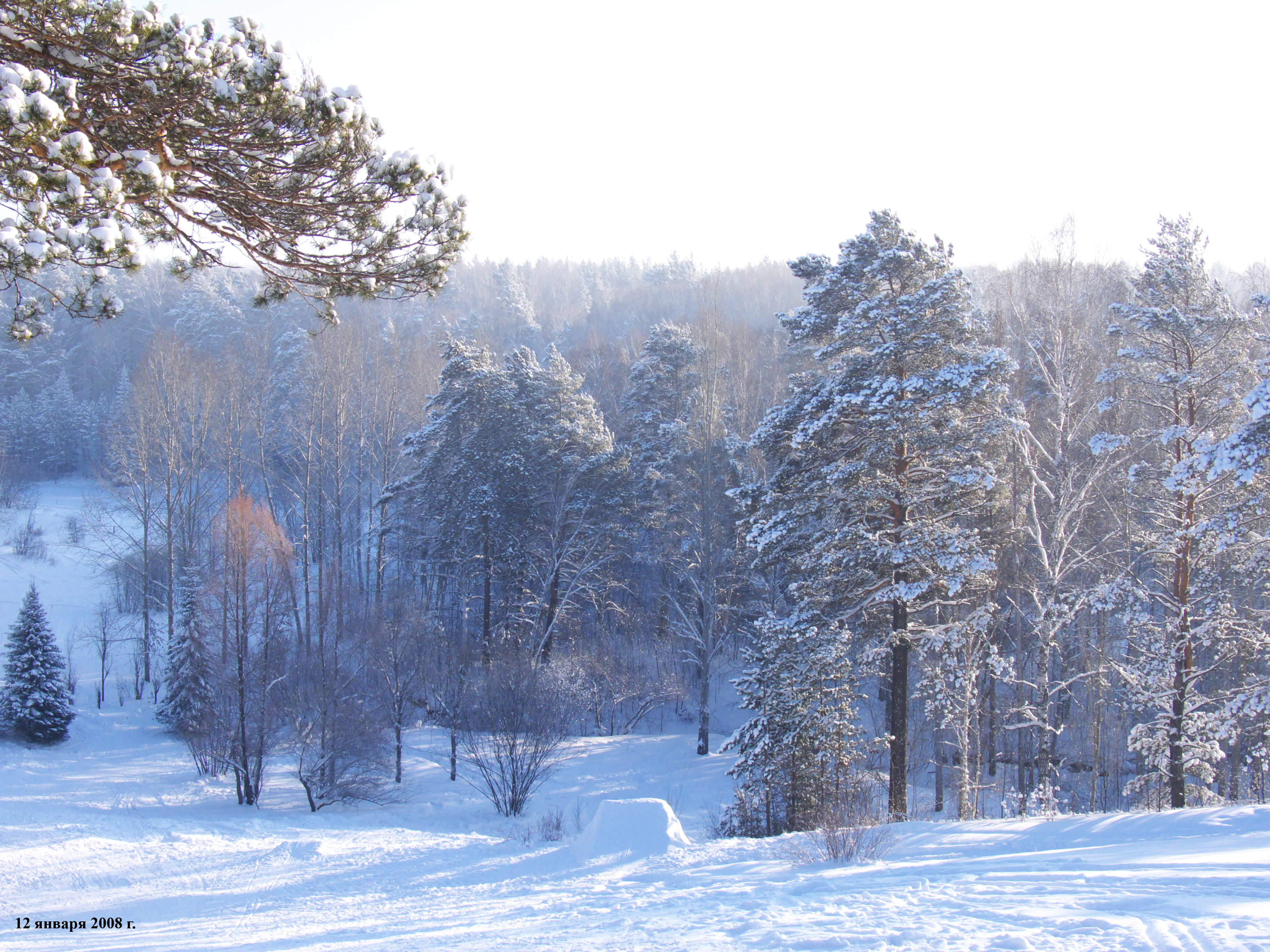
Vista del jardín botánico en el invierno

.
.

## Localización
Центральный сибирский ботанический сад -Central Siberian Botanical Garden Academy of Sciences of the Russian Federation, Zolotodolinskya St. 101, 630090 Novosibirsk, Russian Federation.55°2′21.12″N 82°55′40.08″E / 55.0392000, 82.9278000

## Descripción
El Jardín Botánico está situado en las proximidades de Akademgorodok, y cubre un área de más de 1000 hectáreas. En ella están el edificio del laboratorio principal, bloque técnico, conservatorios, invernaderos, edificio industrial experimental, klubnehranilische, instalaciones y base técnica, almacenes.

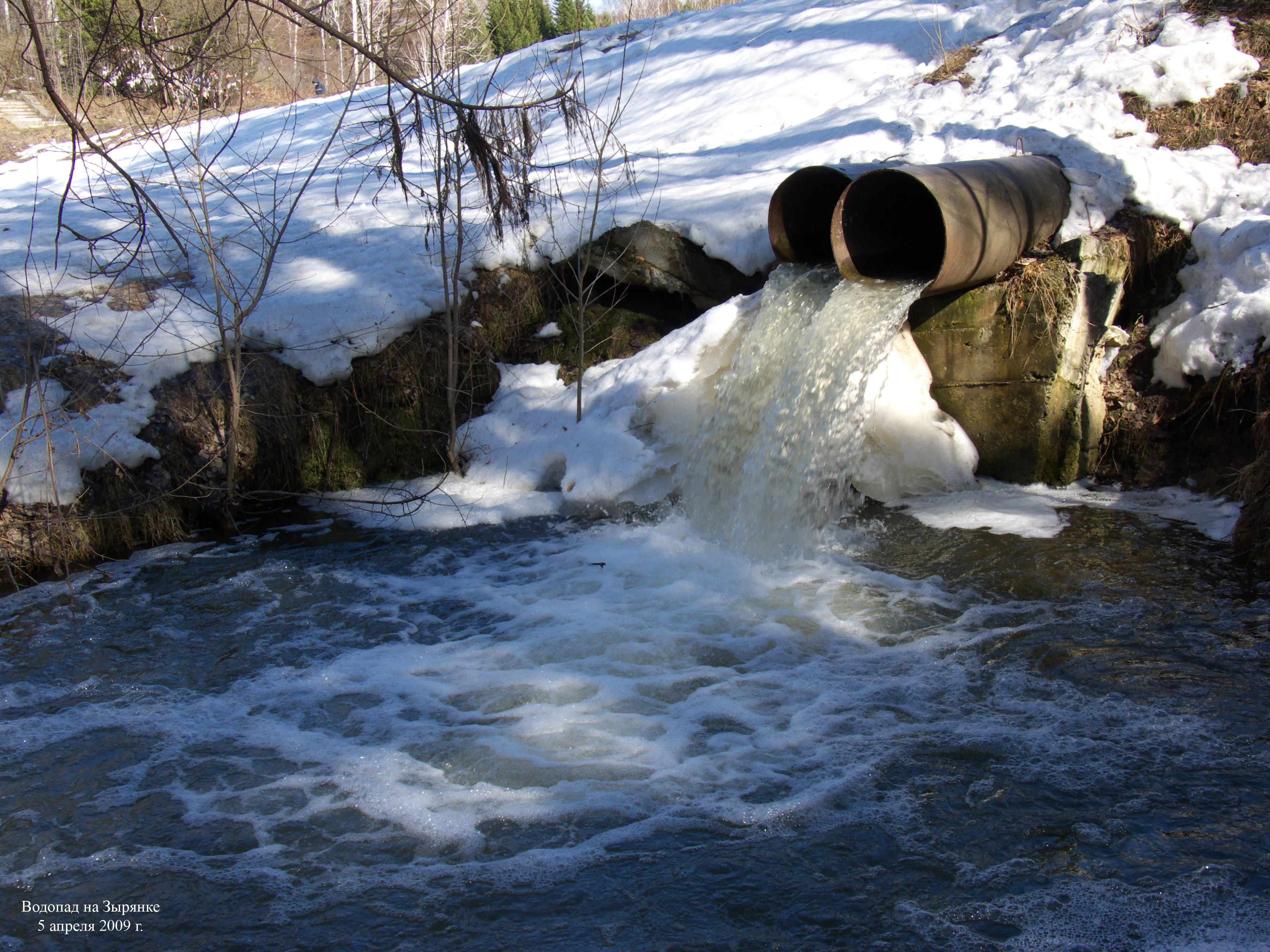
Caudal de agua de deshielo entrando en la laguna en primavera

.

## Actividades
El Jardín Botánico de Siberia Central es un centro de integración de los estudios de botánica y ecológica en Siberia.
- Está coordinado con el "Consejo de Jardines Botánicos de Siberia", el Consejo relativo a los problemas botánicos de Siberia, el Consejo al que compete la protección de objetos especialmente del mundo vegetal, la rama de Novosibirsk de la "Sociedad Botánica de Rusia".
- El colectivo del SB CSBG RAS es miembro del "Consejo Internacional de Jardines Botánicos" (BGCI). Los empleados del jardín botánico participan en la ejecución de proyectos internacionales con los EE. UU., Italia, Finlandia, Canadá, Suecia, China, un número de otros países.

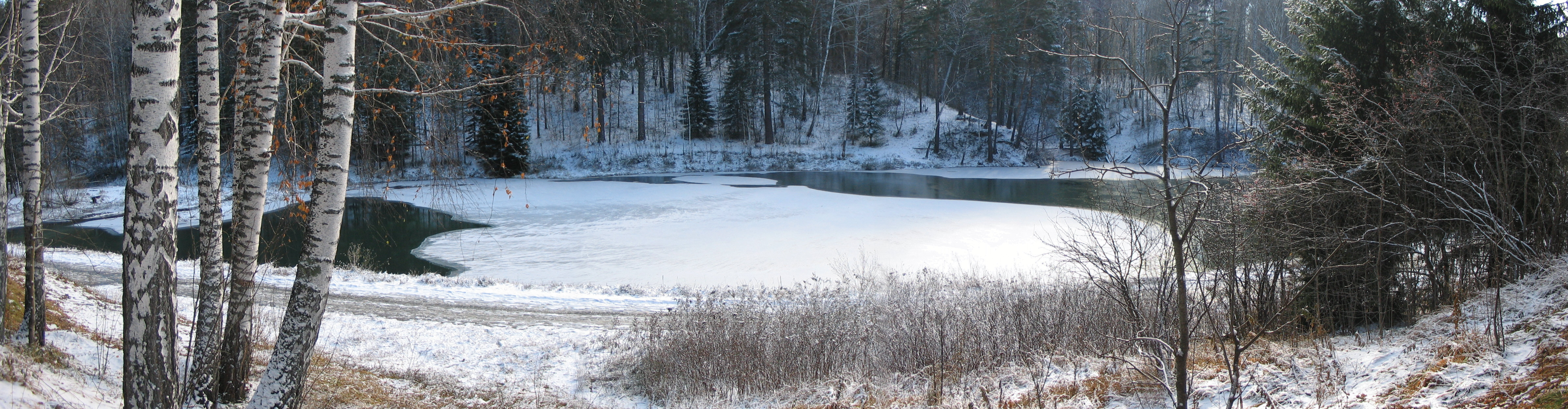
Panorama de la laguna en el jardín botánico

## Temáticas
Las principales áreas de investigación básica son las siguientes:
- "La biodiversidad de las plantas en Siberia, su dinámica y organización estructural, desarrollar el concepto de la diversidad biológica en los diversos niveles de su organización".
- "Las bases ecológicas para el uso racional de los recursos de las plantas, el desarrollo de la metodología para el mantenimiento de la reserva genética de la flora natural en los jardines botánicos".
- "La aclimatación, introducción y selección de plantas para la preservación y enriquecimiento del acervo genético de las plantas útiles."

## Colecciones de plantas y semillas
Las colecciones y exposiciones de las plantas constan de más de 14 000 especies.
Ahora en el Arboreto y el parque hay unas 400 especies, 166 formas y los híbridos. Se pueden distinguir los siguientes apartados:
- Colección de plantas forrajeras.
- Colección de plantas medicamentosas y especias aromáticas con 270 especies.
- Especies raras y amenazadas con 350 especies.
- Colección de plantas ornamentales con más de 2000 especies, variedades, y formas. Con representantes de Agrostis, Allium, Aster, Astilbe, Astragalus, Campanula, Chrysanthemum, Crocus, Festuca, Hosta, Lilium, Muscari, Narcissus, Ornithogallum, Paeonia,
- Plantas alimenticias con 428 especies, con 144 especies tipo.
- En los invernaderos son más de 3000 las especies de plantas tropicales y subtropicales.
- Hay un herbario, con 550.000 pliegos y "semenoteca" que contiene las semillas de 1220 especies, además de una gran colección de líquenes y hongos.

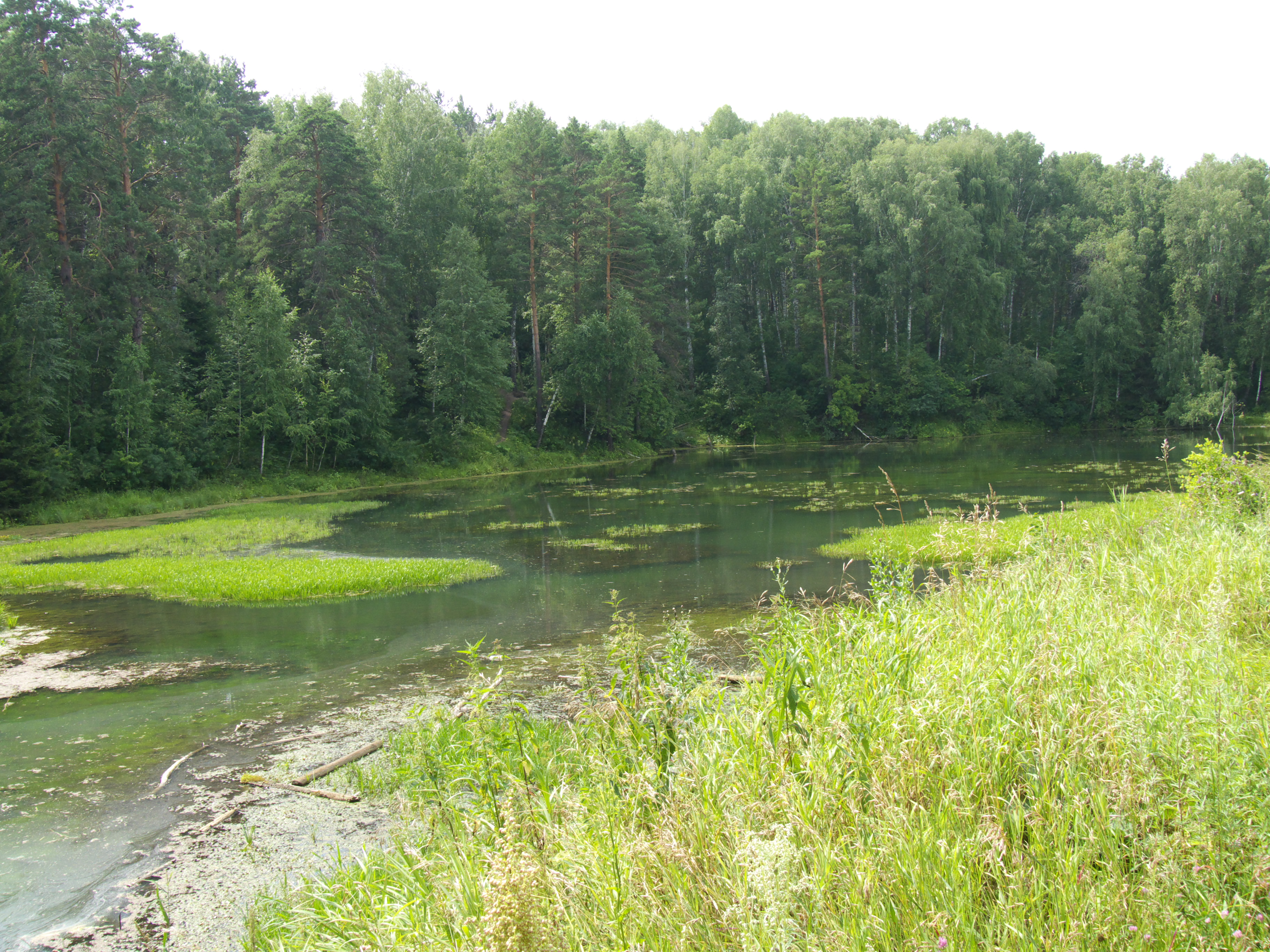
Lago del jardín botánico formado por el río Zyrianka en el verano

.

## Los resultados científicos
El Instituto creó una base de datos sobre la flora y comunidades vegetales, formó el banco de semillas. Resultado de la investigación fundamental y aplicada de personal del botánico es la publicación de más de 170 monografías, numerosas recopilaciones, artículos y otras publicaciones. Han publicado recientemente: Volumen resumen 14 de la "Flora de Siberia", "El Libro Verde de Siberia", el "Libro Rojo" de las distintas regiones de Siberia, "Determinantes de las plantas", las regiones de Novosibirsk y Kemerovo. También publican el "Diario siberiano de Ecología".

## Historia
El Jardín Botánico, SB RAS fue creado en 1946 por iniciativa del académico VL Komarov en el Instituto Biológico de la sucursal de Siberia occidental de la URSS. Los primeros directores del Jardín fueron AB Beniaminov y el doctor LP Zubkus y su equipo formado por 8 personas.

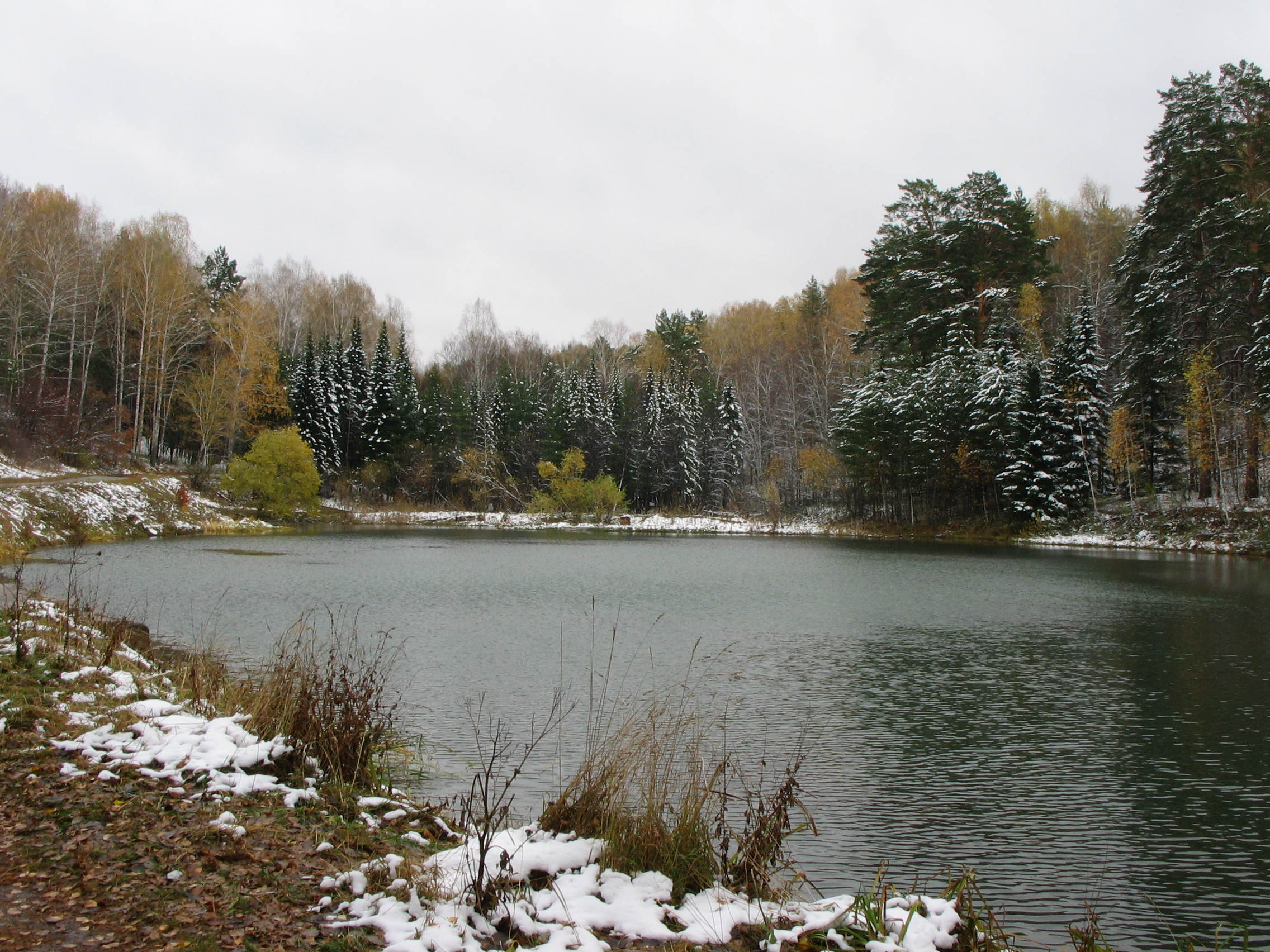
Lago del jardín botánico formado por el río Zyrianka en el otoño.

 De 1951 a 1971, el Jardín Botánico estuvo encabezado por el Doctor en Ciencias Biológicas, profesor Cyrus Arkadievna Sobolevskaya, entonces el plazo de 5 años como director en funciones era el candidato de doctorado. Iván Varfolomeyevich Taran, desde 1976 al 1983 Leonid Malyshev, desde 1983 al 2000 el académico Igor Koropachinskiy. Desde el año 2000 director es el Prof. Petrovich Viacheslav Sedelnikov.
En 1953, el jardín botánico fue segregado de la estructura del "Instituto de Biología", como una institución independiente de investigación directamente subordinado a la Presidencia de la sucursal de Siberia Occidental. El rápido desarrollo del jardín botánico después de que la organización comenzó en 1957 como Sucursal de Siberia de la Academia de Ciencias. En 1958, los Derechos de la unidad de investigación independiente del Jardín Botánico pasó a formar parte de la rama siberiana de la URSS bajo el nombre de "Jardín Botánico de la Siberia central de la URSS" (CSBG URSS).
Hasta 1964 el CSBG estaba ubicado en el "distrito Zaeltsovsky" de Novosibirsk, ocupando un área de 232 ha, en las que se establecieron arboreto, georginary, la exposición y la recogida de plantas herbáceas. Con el fin de promover el desarrollo de la investigación científica de los vegetales destinados a la comprensión y el enriquecimiento de los recursos vegetales en Siberia, así como para mejorar la situación de los bosques y zonas verdes del Centro Científico de Novosibirsk, el Presidium de la URSS en 1964 decidió trasladar el CSBG a Akademgorodok.

## Aves
.

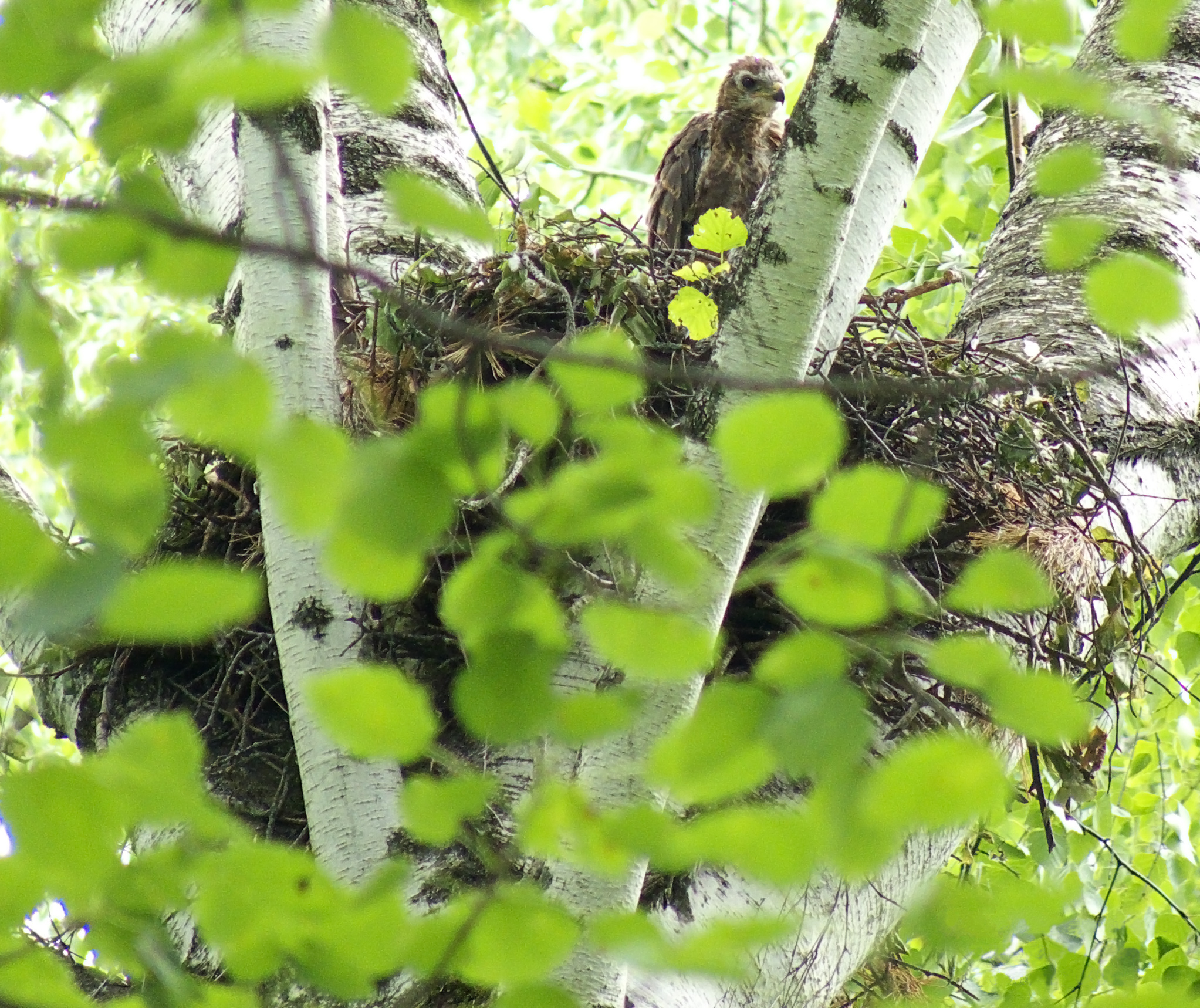
Pequeño Pájaro Busardo en el nido

En el territorio de CSBG muchas especies de aves . Aquí hay grandes depredadores del día , tales como:
- Milano negro
- Busardo
- gavilán
- azor
- Abejero Europeo

así como depredadores nocturnos :
- Búho de los Urales
- lechuza

Además de estos hay un conjunto de pequeñas aves, incluyendo algunas especies raras.

## Mamíferos
Entre los mamíferos encontrados en la CSBG ardillas , ardillas listadas, rara vez liebres , comadrejas , y diversos roedores. También había huellas de zorros. A principios de 1980 se han conocido una concentración de alces.

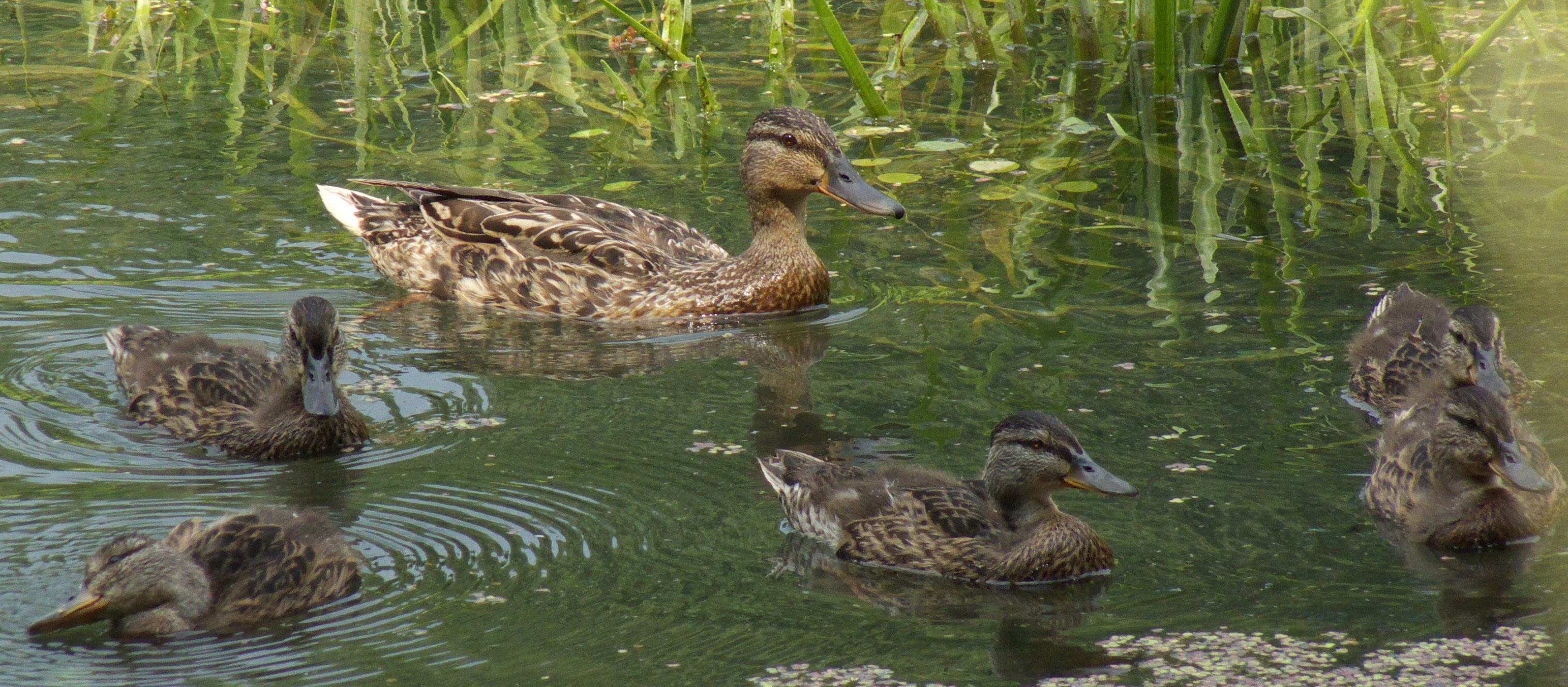
Anátidas en el lago

.

## Reptiles

### Significado del Botánico en la vida de sus vecinos
El Jardín Botánico no es solo un valor científico, sino también un destino popular para muchos residentes de Akademgorodok. En su territorio hay exposiciones que tienen un valor estético ("colina rocosa,"Jardín de flores continuo"(520 especies), "Bonsáis" en campo abierto (exposición de 150 ejemplares), etc.)
Los residentes de Akademgorodok utilizan el Botánico como espacio donde recoger setas, para días de campo, giras ciclistas de invierno - de esquí de fondo, adecuado para transitar las pistas de snowboard. Por desgracia, su uso masivo tiene por contrapartida la suciedad y el incremento del tránsito de vehículos, ATV y motos de nieve ( en invierno ) que afectan negativamente a las condiciones ecológicas del Jardín Botánico.
Existe un proyecto para desarrollar el espacio que ocupa y los territorios adyacentes al Botánico como áreas protegidas en sentido estricto (AP), lo que limitaría, en particular, la circulación de vehículos a través de los vegetales. Sin embargo, de vez en cuando en los medios de comunicación locales aparece información sobre los proyectos de construcción de partes del Jardín Botánico, causando una grave preocupación para la mayor parte de los residentes de Akademgorodok.

## Peligro para los humanos
El principal peligro en el CSBG (como en general en las proximidades de Novosibirsk ) son las garrapatas ixodes, que son vectores de la encefalitis transmitida por garrapatas, y borreliosis - una enfermedad grave que, a falta de la atención médica oportuna puede conducir a la muerte. Después de (y durante) la estancia en el bosque debe ser examinada, que se encuentra para destruir los ácaros, pero en el caso de una picadura debe buscar consejo médico inmediato.

## Cómo llegar al Botánico
Desde Novosibirsk en el minibús n.º 15 deben bajarse en la parada "Речной Вокзал" ("Estación del Río"). Ó en el autobús número 8, 1129, 1209 a Akademgorodok, bajar en la parada "Морской проспект" ("Avenida del Mar"), o en la de "Дом Ученых" ("Casa de los científicos"). Desde la parada ir a la calle Zolotodolinskaya, como se muestra en el diagrama. Más abajo en la calle hasta el barranco. Después de cruzar el puente sobre el oleoducto y subir por el camino, se encontrará en el CSBG. Desde las paradas de "Морской проспект" o "Дом Ученых" se puede llegar en el autobús número 72 y detenerse. "пос. Кирова".
Se supone que el lugar donde ahora está el edificio principal del Botánico existía previamente un pequeño pueblo "Zyrianka", que dio el nombre del río Zyrianka]]. El cementerio que presuntamente pertenecía a este pueblo, ahora es conservado por el Botánico.